# Envisat
Envisat (abgeleitet von englisch Environmental Satellite) ist ein etwa acht Tonnen schwerer Umweltsatellit der Europäischen Weltraumorganisation (ESA), der 2002 gestartet wurde und bis 2012 arbeitete. Seine wichtigsten Aufgaben waren die ständige Überwachung des Klimas, des Ozeans, der Landfläche bzw. allgemein des Ökosystems der Erde. Mit Gesamtkosten von 2,3 Milliarden Euro war er der bisher teuerste Satellit der ESA und der größte jemals in den Orbit gebrachte Erdbeobachtungssatellit.
An der Entwicklung und Konstruktion des Satelliten, die mehr als zehn Jahre in Anspruch genommen haben, waren knapp einhundert Unternehmen aus vierzehn Ländern beteiligt, darunter auch Astrium-Standorte in Großbritannien, Deutschland und Frankreich. Astrium UK zeichnete als Hauptauftragnehmer verantwortlich für die Polare Plattform und zwei der wichtigsten Instrumente; Astrium Deutschland verantwortete übergeordnet als Mission Prime die Instrumente, baute zwei davon und lieferte die Elektroniknutzlastbucht PEB zur Polaren Plattform. Astrium France lieferte das Servicemodul und weitere Instrumente.

## Missionsverlauf
Envisat hob am 1. März 2002 vom europäischen Weltraumbahnhof Kourou in Französisch-Guayana an Bord einer Ariane-5-Rakete ab. Mit einem Gewicht von 8050 kg (inklusive 300 Kilogramm Treibstoff für Bahnmanöver) stellte er die bis dahin schwerste Nutzlast für die Ariane dar.
Nach dem erfolgreichen Start wurde Envisat auf eine polare sonnensynchrone Umlaufbahn in 800 Kilometern Höhe in einem Frozen orbit ausgesetzt. Mit einer Bahnneigung von 98° überflog ENVISAT jeden Ort im Abstand von 35 Tagen. Gesteuert wurde der Satellit vom Europäischen Satellitenkontrollzentrum ESOC in Darmstadt.
Am 8. April 2012 – nach mehr als der doppelten ursprünglich veranschlagten Lebensdauer von fünf Jahren – fiel der Satellit aus. Der Routinekontakt der Bodenstation in Kiruna zu Envisat kam nicht zustande, und sämtliche folgenden Kontaktversuche schlugen ebenfalls fehl. Radarbeobachtungen vom Erdboden aus zeigten, dass der Satellit als Ganzes noch intakt war und sich in stabiler Ausrichtung zur Sonne und Erde befand. Die Lage des Satelliten entsprach allerdings nicht den Erwartungen der Betreiber. Am 9. Mai 2012 wurde von der ESA das formale Missionsende bekanntgegeben. Der Grund dafür ist eine Störung der Kommunikation, sodass es nicht mehr möglich ist, mit dem Satelliten zu kommunizieren. Bisher ist allerdings nicht klar, wie es zu der Störung gekommen ist. Möglich wäre ein Ausfall eines Leistungsreglers, durch den die Telemetrie und Fernsteuerung blockiert worden wäre. Als andere Möglichkeit gilt ein Kurzschluss und eine anschließende Panne beim automatischen Einleiten des sogenannten „abgesicherten Modus“.
Angesichts der Umlaufbahn von Envisat und seines Flächen-zu-Masse-Verhältnisses wird es ungefähr 150 Jahre dauern, bis der Satellit allmählich durch die Erdatmosphäre zum Absturz gebracht wird. Envisat befindet sich derzeit in einem Umfeld, in dem innerhalb von einem Jahr ca. zwei Begegnungen mit katalogisierten Objekten innerhalb von 200 m erwartet werden. Eine Kollision zwischen einem Satelliten mit der Größe von Envisat und einem Objekt mit mehr als 10 kg Gewicht könnte eine sehr große Trümmerwolke erzeugen, die eine selbsttragende Kettenreaktion von Kollisionen und Fragmentierung auslösen könnte, ein Prozess, der als Kessler-Syndrom bekannt ist.

## Missionsziele

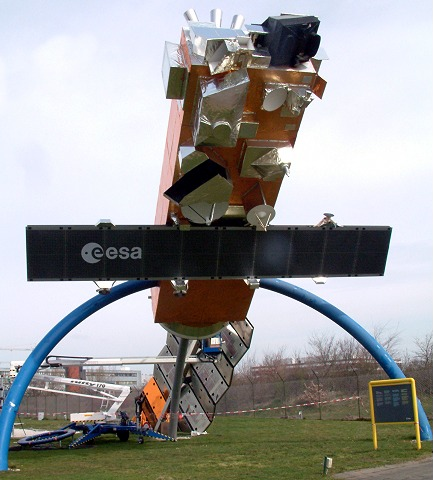
Envisat, Modell (zum Größenvergleich siehe Arbeitsbühne unterhalb des linken Solarkollektors).

Envisat startete als Nachfolgeprojekt für die Satelliten ERS-1 und ERS-2, die in kleinerer Ausführung in den 1990er Jahren ähnliche Aufgaben übernommen hatten.
An Bord befinden sich zehn hochentwickelte Instrumente zur Erdbeobachtung. Sie konnten die chemische Zusammensetzung der Atmosphäre, die Temperatur der Ozeane, Wellenhöhen und -richtungen, Windgeschwindigkeiten, Wachstumsphasen von Pflanzen messen und Waldbrände und Umweltverschmutzung aufspüren.
Envisat sollte ursprünglich bis 2007 seinen Dienst verrichten. Auf Grund der zuverlässigen Arbeit und der erkenntnisreichen Daten mit einem Umfang von etwa 280 Gigabyte pro Tag wurde die Mission zunächst bis 2010 weitergeführt. Eine Verlängerung der Mission über 2010 hinaus war technisch möglich und wurde von den Mitgliedsstaaten zeitgerecht bis 2013 beschlossen. Da der mitgeführte Treibstoff für Positionsmanöver zur Neige ging, wurde die Orbithöhe des Satelliten abgesenkt.
Der Satellit diente neben der Erreichung von Forschungszielen auch für die Internationale Charta für Weltraum und Naturkatastrophen.

## Datendistribution
Vorrangig für das Envisat-Projekt entwickelte die ESA ihr Data Dissemination System (DDS), mit dem die aus der Mission gewonnenen Daten an lizenzierte Nutzer weitergegeben werden. Die direkte Kommunikation (Steuerung und Erstempfang der Daten) erfolgte nach wie vor über die zwei Bodenstationen in Schweden und Italien. Diese übermittelten die empfangenen Fernerkundungsdaten dann zum einen via Internet und zum anderen über das europäische kommerzielle Kommunikationssatellitennetzwerk Eutelsat an speziell lizenzierte Empfangsstationen. Weiterverarbeitete Daten können die Nutzer wieder in das DDS einspeisen. Mit dem DDS konnte der Zeitraum vom Datenerstempfang bis zum Empfängerzugriff erheblich verkürzt werden.

## Instrumente
Die Redundanz der Systeme ermöglichte den Vergleich der verschiedenen Messergebnisse untereinander. Zudem unterschieden sich die Messverfahren der Instrumente, wodurch das Einsatzgebiet des Satelliten sehr vielfältig war. Mit seiner enormen Größe und Masse wird ENVISAT noch auf absehbare Zeit seines gleichen suchen. Eine hohe Anzahl an Instrumenten und das damit gebundene Kapital birgt im Falle eines Fehlstarts hohe finanzielle Risiken. Aus diesem Grund sind wieder kleinere Satelliten im Einsatz und in Entwicklung, welche sich nur auf ein Missionsziel spezialisieren.

### X- und Ka-Band
Die X-Band- und Ka-Band-Antennen dienten der Kommunikation mit den Bodenstationen beziehungsweise mit Artemis.

### RA-2 (Radar Altimeter 2)
Das RA-2 (Radar Altimeter 2) ist ein Höhenmesser, der über seine Antenne impulsartige Radarstrahlen aussendete und ihr Echo wieder empfing. Aus der Laufzeitmessung des Reflexionssignals konnte die Höhe des Satelliten bestimmt werden. Durch Abgleichung mit den Daten der Umlaufbahn konnte demnach ein Höhenprofil der Erde erstellt werden. Zusätzlich erlaubte die Charakteristik des Echos Aussagen über die Oberflächenbeschaffenheit, sei es Wasser, Land oder Eis, zu treffen.

### MWR (MicroWave Radiometer)
Die Hauptaufgabe des Mikrowellenradiometers MWR (MicroWave Radiometer) lag in der Messung der Feuchtigkeit der Erdatmosphäre. Diese Werte sind wichtig für die Auswertung des RA-2-Instruments, da seine Messergebnisse stark durch Feuchtigkeit in der Atmosphäre beeinflusst wurden.

### AATSR (Advanced Along-Track Scanning Radiometer)
AATSR (Advanced Along-Track Scanning Radiometer) ist ein Instrument zu Erfassung der Oberflächentemperatur des Meeres auf 0,3 °C genau. Über Landflächen können seine Ergebnisse zur Interpretation der Vegetation im 500 km breiten Blickfeld genutzt werden. Envisat besitzt ein weiteres Instrument, das zur Höhenbestimmung eingesetzt wurde, und als DORIS (Doppler Orbitography and Radiopositioning Integrated by Satellite) bezeichnet wird. Dieses System konnte aber zusätzlich noch eine exakte Bahn- und Lagebestimmung durchführen, zu der auch die Satellitengeschwindigkeit zählt. Dies wurde über den Abgleich von zwei empfangenen Signalen realisiert. Diese Signale werden ausgestrahlt von einem Netzwerk aus über 50 Sendestationen, die über die ganze Welt verteilt sind.

### LRR (Laser RetroReflector)
Der LRR (Laser RetroReflector) ist ein Rückstrahler, der einen von der Bodenstation ausgesandten Laserstrahl spiegelt und zurückwirft. Dies ermöglicht durch eine Laufzeitmessung die Errechnung der Höhe von ENVISAT.

### MERIS (Medium Resolution Imaging Specrometer)
Das MERIS (Medium Resolution Imaging Specrometer) erfasste mithilfe eines CCD-Arrays Bilder eines Messstreifens von 1150 km Breite. Die aufgenommenen Strahlen sind ausschließlich auf die Reflexion des Sonnenlichtes auf der Erdoberfläche zurückzuführen, deshalb sind auch keine Messungen in der Eklipse (wenn sich Envisat durch den Erdschatten bewegt) möglich gewesen. Der erfasste Spektralbereich von MERIS lag zwischen 390 nm bis 1040 nm, deckte also den gesamten sichtbaren Bereich und nahes IR ab. Durch die Spektroskopie des Bildes ergeben sich Informationen über den Chlorophyll- und Schwebeteilchengehalt sowie die Eigenschaft etwaiger Sedimentschichten der Ozeane. Zweitrangig ist die Untersuchung der Atmosphäre mit MERIS, da dazu andere Instrumente besser geeignet sind.

### GOMOS (Global Ozone Monitoring by Occultation of Stars)

Prinzip der Spurengasmessung mittels Okkultation

Von GOMOS (Global Ozone Monitoring by Occultation of Stars) wurde die Zusammensetzung der Atmosphäre untersucht. Mit einem Spiegel wurden Sterne von ausreichender Leuchtkraft anvisiert, kurz bevor sie hinter dem Horizont verschwinden, aber bevor die Sicht auf den Stern durch die Atmosphäre getrübt wird. Von diesem Bild wird ein Spektrum erstellt, das später als Vergleichsbasis dient. Folgte nun Envisat seiner Laufbahn, verschwindet der Stern langsam hinter der Erde. Bevor er jedoch vollkommen verschwunden ist, wird sein Licht durch die verschiedenen Schichten der Erdhülle gedämpft. Dies schlägt sich auch in den Spektren wieder, die in dieser Phase erstellt wurden. Anhand der elementspezifischen Absorption verschiedener Wellenlängen kann daraus deren Konzentration ermittelt werden. Das Hauptaugenmerk liegt hier auf der Beobachtung der Verteilung von Ozon, Kohlenwasserstoffen und Stickoxiden. Dies erlaubt unter anderem die Untersuchung des Ozonabbaus. Dieses Prinzip zur Messung der Atmosphärenbestandteile wurde erstmals von GOMOS eingesetzt, ist extrem präzise und erlaubt außerdem eine globale und dreidimensionale Analyse.

### ASAR (Advanced Synthetic Aperture Radar)
Das ASAR (Advanced Synthetic Aperture Radar) sendete mit seiner aus fünf Paneelen bestehenden Antenne Radarstrahlen im C-Band zur Erde und empfing die reflektierten Strahlen wieder. Durch das rechentechnisch aufwendige Verfahren Synthetic Aperture Radar imitierte die Antenne aufgrund ihrer stetigen Fortbewegung, bestimmt durch die Satellitengeschwindigkeit von 7,5 km/s, eine sehr große (synthetische) Antenne. Dadurch erzielte das Radar eine hohe geometrische Auflösung von bis zu 30 m. ASAR bietet verschiedene Aufnahmemodi, es wurden entweder kleine Bilder mit hoher, oder große Bilder mit niedriger Auflösung erstellt. Durch das aktive Senden der Radarstrahlen und ihrer Eigenschaft war das Instrument unabhängig von Bewölkung und Tageslicht. Die Einsatzgebiete von ASAR liegen vor allem in der Umweltbeobachtung.

### MIPAS (Michelson Interferometer for Passive Atmospheric Sounding)
MIPAS (Michelson Interferometer for Passive Atmospheric Sounding) ist ein weiteres Spektrometer an Bord von ENVISAT. Im Gegensatz zu MERIS war es jedoch ausschließlich auf die Untersuchung der Atmosphäre ausgerichtet und kann auch ohne Sonnenlicht operieren. Aus diesem Zweck war sein Spektrum im Vergleich zu MERIS, das im sichtbaren Wellenlängenbereich fungiert, in den Infrarotbereich verschoben. Von MIPAS konnten sowohl verschiedene Spurengase, Wasserdampf und die Temperatur der Atmosphäre als auch deren Austauschvorgänge aufgezeichnet werden. Es konnten Höhenprofile bis zu einer vertikalen Auflösung von 3 km aufgenommen werden.

### SCIAMACHY (SCanning Imaging Absorption SpectroMeter for Atmospheric CHartographY)
Das SCIAMACHY (SCanning Imaging Absorption SpectroMeter for Atmospheric CHartographY) ist ebenfalls wie MIPAS ein Spektrometer zur Untersuchung der Atmosphäre. Es arbeitete jedoch im sichtbaren, nahen Infrarot und einem kurzen Teil des Infrarot Wellenlängenbereichs und war daher auf die Sonne oder schwächere Lichtquellen wie den Mond angewiesen. Ein weiterer Unterschied zwischen den beiden Instrumenten besteht in der Ausrichtung des Blickfeldes. MIPAS Blickrichtungen zeigten seitlich zum Orbit und gegen die Flugrichtung von ENVISAT tangential zur Erde auf die Atmosphärenschichten. Das Blickfeld von SCIAMACHY zeigte dagegen sowohl in Flugrichtung als auch direkt vertikal nach unten. Wenn der Satellit die im Voraus horizontal abgetastete Luftsäule erreichte, konnte er sie erneut vertikal abtasten. Dadurch konnte die Zusammensetzung der Atmosphäre besser bestimmt und zudem eine bessere räumliche Auflösung erreicht werden.